# Chloé Meulewaeter
Chloé Meulewaeter es la directora ejecutiva de la Alianza Iberoamericana por la Paz. Miembro del Consejo de la Oficina Internacional por la Paz, colaboradora del Centre Delàs d'Estudis de la Pau y la Campaña Global Sobre Gastos Militares.

## Educación
Meulewaeter tiene maestrías en investigación cuantitativa aplicada a las ciencias sociales de la Universidad Católica de Lovaina en Bélgica y en Estudios de Paz, Conflictos y Desarrollo de la Universidad Jaime I en España.

## Publicaciones
- Guía para no colaborar con la financiación de armas[5]
- Políticas de seguridad para la paz. Otra seguridad es posible y necesaria[6]
- Beneficios sucios: en el casino como en la guerra, la Banca Armada nunca pierde[7]
- No hay tregua para los daños medioambientales militares al planeta[8][9][10]